# Chalicotheriidae
A Chalicotheriidae az emlősök (Mammalia) osztályának a páratlanujjú patások (Perissodactyla) rendjébe tartozó fosszilis család.

## Tudnivalók
A Chalicotheriidae-család páratlanujjú patás állatokból állt. Az első képviselőik a középső eocén korszakban fejlődöttek ki, körülbelül 40 millió évvel ezelőtt. Őseik, erdőlakó, a korai lovakhoz hasonló állatok voltak. A késő oligocénben a család két csoportra oszlott: az egyik csoport a nyílt területeken legelt, a másik csoport inkább az erdőkhöz alkalmazkodott. Az állatok 1,8 millió évvel ezelőtt haltak ki. A család fajai Észak-Amerika, Európa, Ázsia és Afrika területén éltek. A Chalicotheriidae-fajok rokonságban álltak a kihalt Brontotheriidae-fajokkal, a lovakkal, az orrszarvúfélékkel és a tapírfélékkel.

## Megjelenése
Eltérően a mai páratlanujjú patásoktól, a Chalicotheriidae-fajoknak hosszú mellső lábai és rövid hátsó lábai voltak. Valószínűleg az állatok testének nagy részét, a hátsó, erős, rövid lábaik vitték. A mellső lábaikon hosszú, görbe karmok ültek, emiatt az állatok a kézfejükön jártak. A maradványokból megtudtuk, hogy az állatok kézfeje vastag, jól fejlett volt, hasonló a mai gorillákéhoz. Régebben úgy gondolták, hogy a Chalicotheriidae-fajok, a hosszú karmaikkal, gyökerek és gumók után vájtak. De a karmok és fogak kopása nem azt mutatja, hogy az állatok földes gumókat ettek. Ezen ősi páratlanujjú patások inkább az ágakat és a hajtásokat húzták magukhoz karmaikkal.
A Chalicotheriidae-fajoknak nem voltak elől fogai, a hátsók is csak alig voltak kopottak, ez arra hagy következtetni, hogy az állatok válogatósak voltak. Csak a zsenge hajtásokat és fiatal leveleket fogyasztották.

## Rendszerezés
A kihalt családba az alábbi alcsaládok és nemek tartoztak:
- Chalicotheriinae
  - Anisodon
  - Butleria
  - Chalicotherium
- Schizotheriinae
  - Ancylotherium
  - Borissiakia
  - Chemositia
  - Kalimantsia
  - Limognitherium
  - Lophiaspis
  - Moropus
  - Nestoritherium
  - Tylocephalonyx